# 美里町 (宮城県)
美里町（みさとまち）は、宮城県北部の大崎地方に属する遠田郡の町。

## 地理
大崎平野に位置し、鳴瀬川沿いの平坦な地形である。
- 河川：鳴瀬川、江合川、出来川、青木川、鞍坪川

## 歴史
- 2006年（平成18年）1月1日 - 遠田郡小牛田町・南郷町が合併し発足。2町は当初、涌谷町を含めた3町での合併による市昇格を目指し、新市名を郡名に因んだ「遠田市」に決定していたが、合併協定調印を目前にして涌谷町が離脱した。その後、2町で法定合併協議会を設けて協議し、合併協定に調印した。
- 2020年（令和2年）2月1日 - 市町境界変更を実施し、隣接する東松島市西福田字大日向の一部を美里町に編入するとともに、美里町二郷字浦谷地の一部を東松島市に編入[2]。

## 行政
- 町長：相澤清一（2014年2月5日就任、3期目）

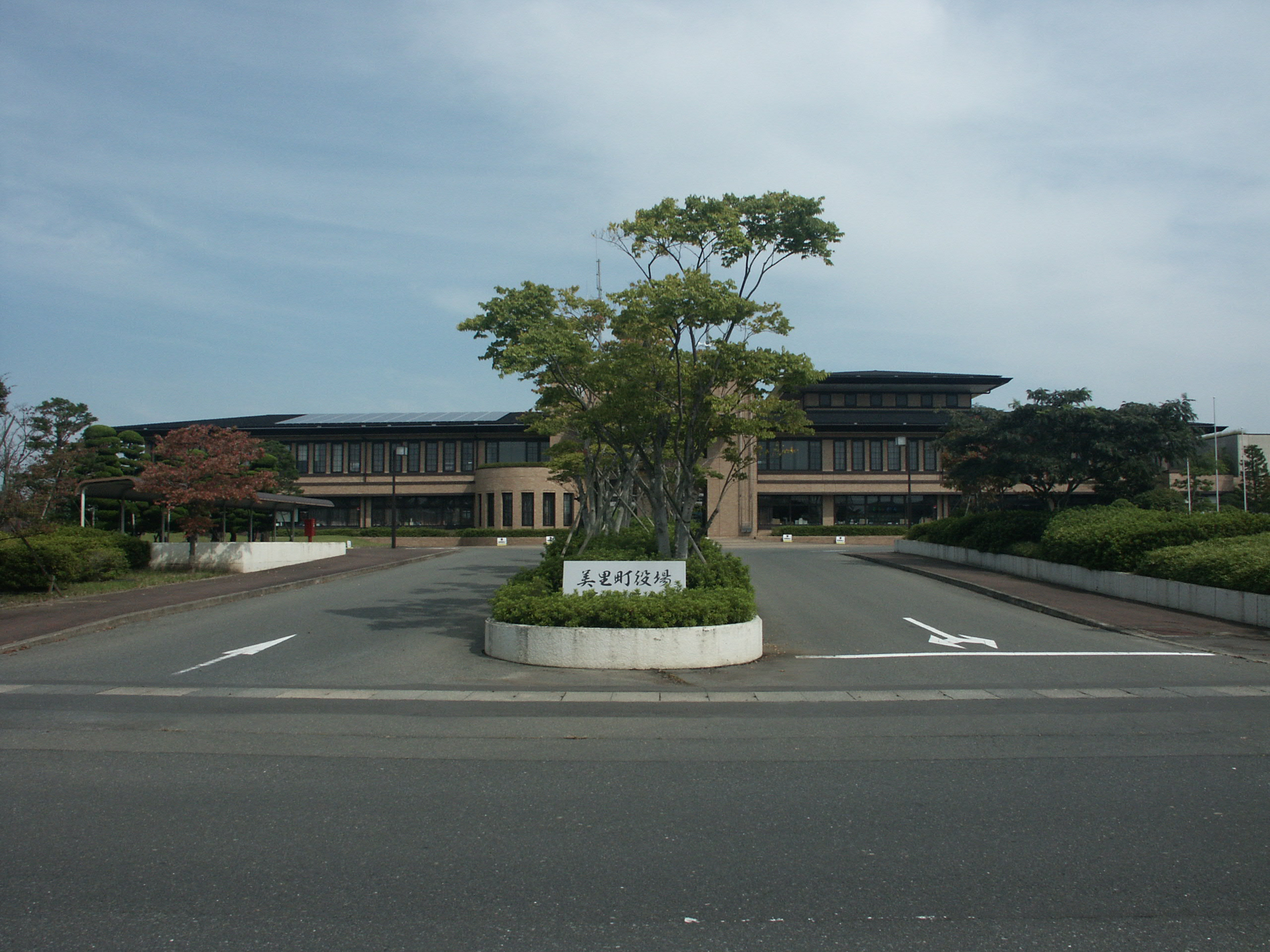
南郷庁舎

- 分庁舎：南郷庁舎（旧南郷町役場）

## 警察
- 遠田警察署

## 経済

### 農業
町内を江合川と鳴瀬川が貫流しているため水利に恵まれ、土地も平坦で町の面積の約70%が水田や畑である。東北地方屈指のバラ産地（栽培面積約4ha）で、特産品はイチゴ、北浦梨、大葉、京みずななどである。
また、仙台市の農業生産法人株式会社舞台ファームがレタスを栽培する国内最大級の太陽光利用型植物工場「美里グリーンベース」を建設した。

### 郵便局
- 小牛田郵便局（集配局）
- 南郷郵便局
- 美里牛飼郵便局
- 北浦駅前郵便局
- 中埣郵便局
- 大柳郵便局

## 姉妹都市・提携都市
- アメリカ合衆国ミネソタ州ウィノナ市

## 地域

### 人口
| |                                        |  |
| 美里町と全国の年齢別人口分布（2005年） | 美里町の年齢・男女別人口分布（2005年） |  |
| ■紫色 ― 美里町 ■緑色 ― 日本全国 | ■青色 ― 男性 ■赤色 ― 女性              |  |
| 美里町（に相当する地域）の人口の推移 \| 1970年（昭和45年） \| 26,722人 \| \| \| 1975年（昭和50年） \| 26,939人 \| \| \| 1980年（昭和55年） \| 28,152人 \| \| \| 1985年（昭和60年） \| 28,862人 \| \| \| 1990年（平成2年） \| 28,164人 \| \| \| 1995年（平成7年） \| 27,980人 \| \| \| 2000年（平成12年） \| 27,395人 \| \| \| 2005年（平成17年） \| 26,329人 \| \| \| 2010年（平成22年） \| 25,190人 \| \| \| 2015年（平成27年） \| 24,852人 \| \| \| 2020年（令和2年） \| 23,994人 \| \| |                                        |  |
| 総務省統計局 国勢調査より |                                        |  |
| 1970年（昭和45年） | 26,722人                               |  |
| 1975年（昭和50年） | 26,939人                               |  |
| 1980年（昭和55年） | 28,152人                               |  |
| 1985年（昭和60年） | 28,862人                               |  |
| 1990年（平成2年） | 28,164人                               |  |
| 1995年（平成7年） | 27,980人                               |  |
| 2000年（平成12年） | 27,395人                               |  |
| 2005年（平成17年） | 26,329人                               |  |
| 2010年（平成22年） | 25,190人                               |  |
| 2015年（平成27年） | 24,852人                               |  |
| 2020年（令和2年） | 23,994人                               |  |

#### 高等学校
- 宮城県小牛田農林高等学校
- 宮城県南郷高等学校

#### 中学校
- 美里町立美里中学校

#### 小学校
- 美里町立青生小学校
- 美里町立北浦小学校
- 美里町立小牛田小学校
- 美里町立中埣小学校
- 美里町立不動堂小学校
- 美里町立南郷小学校

#### 特別支援学校
- 宮城県立支援学校小牛田高等学園…高等部のみ
- 宮城県立聴覚支援学校小牛田校…幼稚部・小学部のみ設置

## 交通

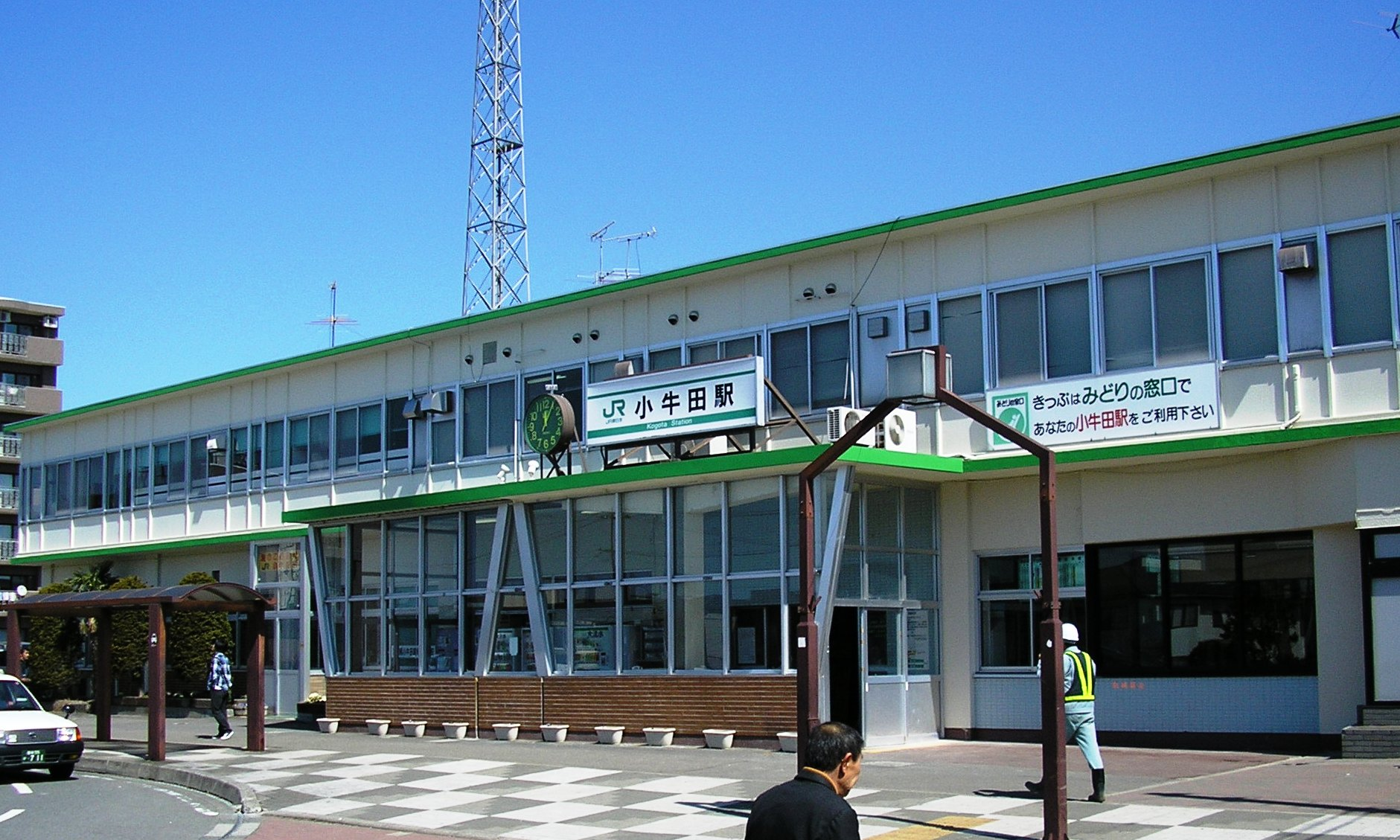
小牛田駅

### 鉄道
- 東日本旅客鉄道（JR東日本）
  - 東北本線：小牛田駅
  - 陸羽東線：小牛田駅 - 北浦駅 - 陸前谷地駅
  - 石巻線：小牛田駅

### バス
- 美里町住民バス

### 道路
- 一般国道
  - 国道108号
  - 国道346号
- 県道
  - 宮城県道16号石巻鹿島台色麻線
  - 宮城県道19号鹿島台高清水線
  - 宮城県道146号小牛田松島線
  - 宮城県道150号鳴瀬南郷線
  - 宮城県道151号河南南郷線
  - 宮城県道152号涌谷三本木線
  - 宮城県道154号北浦停車場線
  - 宮城県道212号小牛田停車場線

## 名所・旧跡・観光スポット・祭事・催事

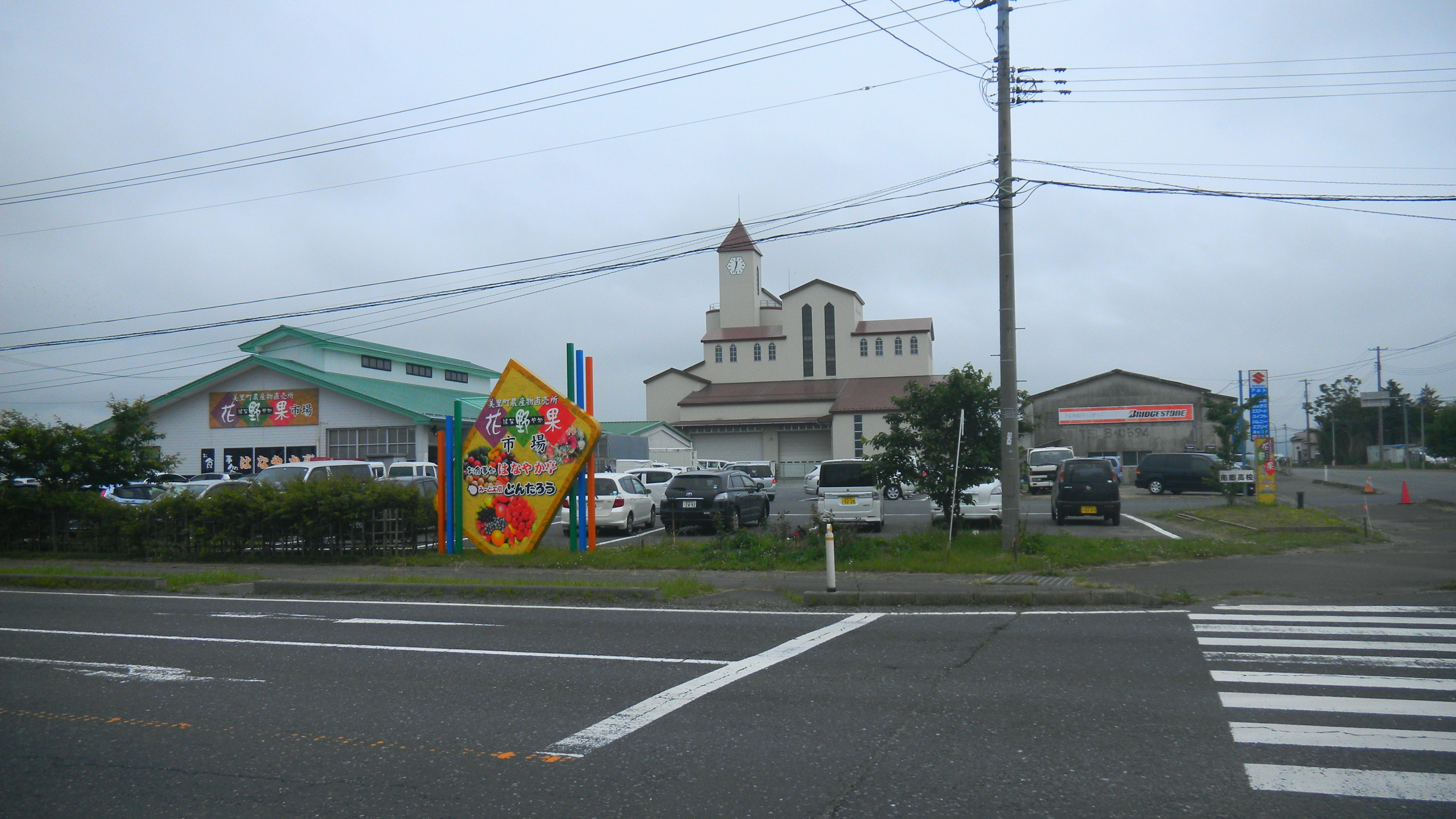
花野果市場

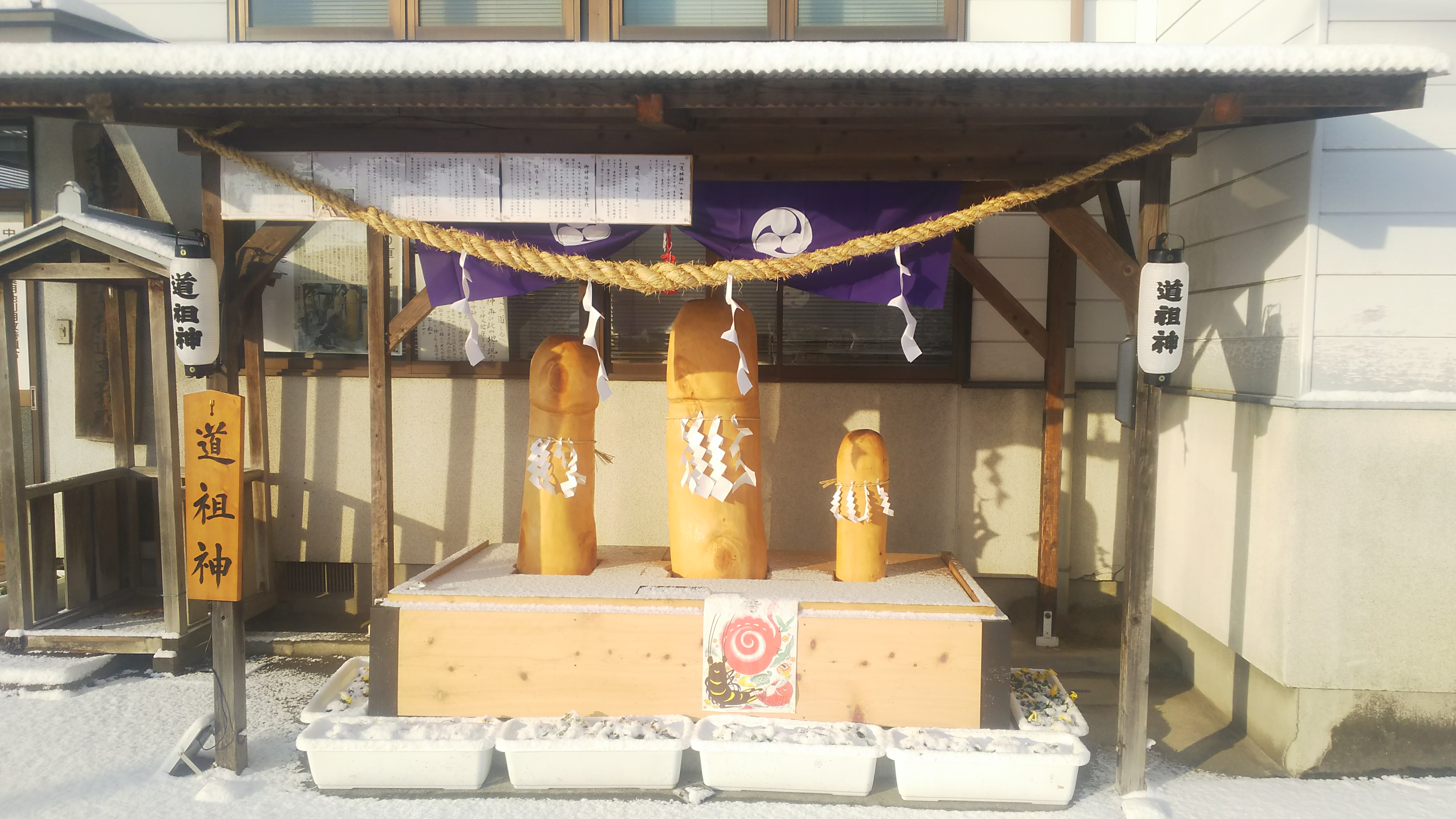
宮城県遠田郡美里町北浦字道祖神の地に安置されている御神体。仙台市広瀬通拡張工事に伴い伐採されたイチョウの木を譲り受け、新たに製作された。

### 名所・旧跡
- 山神社
- 山前遺跡
- 神寺不動尊松景院
- でんえん土田畑村
- 木間塚十王山公園：樹齢750年余りと言い伝えられる槻の木が立つ。
- 道祖神 - 国道108号線沿い 北浦字道祖神 の地に鎮座する交通安全と家内安全の守り神。

### 祭り
- こごたどんと祭（1月14日）
- 山神社春の例大祭（4月26日・27日）
- こごた桜まつり
- おんべこ郷夏まつり
- おんべこ産業まつり
- 山神社秋の例大祭（11月18日・19日）
- 活き生き田園フェスティバル（6月第2土曜日・日曜日）
- きたうらまつり(8月) 北浦地区
- どろんこレース(8月) 中埣地区
- ひとめぼれマラソン

### 観光スポット
- 花野果市場

## 出身有名人
- 鈴木大吉 - 日本団体生命保険副社長
- 鈴木大亮 - 秋田県知事、石川県知事
- 袖井林二郎 - 国際政治学者・評論家、法政大学名誉教授
- 千葉亀雄 - ジャーナリスト・文芸評論家
- 斎藤馨 - 本田技術研究所専務取締役エグゼクティブチーフアドバイザー
- 佐野光宜 - 予備校講師、河合塾英語科講師
- 石崎允 - 腎臓透析の世界的権威
- 力山敏樹 - 自治医科大学医学部付属さいたま医療センター教授、副センター長
- 後藤一蔵 - 消防団研究者
- 武田八洲満 - 作家
- ツルシカズヒコ - 編集者・ライター、『週刊SPA!』編集長
- 渡辺勝彦 - タレント・OHバンデスパーソナリティー
- 三塚博 - 衆議院議員
- 三神泉 - 国立天文台ハワイ観測所すばる望遠鏡開発建設プロジェクトリーダー
- 成田英文 - リヨン国立歌劇場専属オペラ歌手
- 相澤政宏 - 東京交響楽団首席フルート奏者
- 芳賀史徳 - 読売日本交響楽団クラリネット奏者
- 千葉秀 - 音楽プロデューサー
- 栗村和夫 - 元参議院議員
- 小牛田山金太郎 - 力士
- チャオ・ササキ - 声優

## 市外局番
- 市外局番は0229で、大崎市・加美郡・他の遠田郡の町と同一のエリア（古川MA）である。